# 保江邦夫
保江 邦夫（やすえ くにお、1951年9月27日 - ）は、日本の物理学者。専門は数理物理学・量子力学・脳科学。岡山県出身。ノートルダム清心女子大学 大学院人間生活学研究科人間複合科学専攻教授・同情報理学研究所所長を経て、2017年、同大学名誉教授。
量子脳理論の治部・保江アプローチ（英:Quantum Brain Dynamics）の開拓者。少林寺拳法武道専門学校講師。冠光寺眞法・冠光寺流柔術創始・主宰。大東流合気武術宗範佐川幸義直門。特徴的な文体を持ち、45冊以上の著書を上梓。2010年以降はスピリチュアル、宗教、UFO、宇宙人についての本を多数出版している。日本科学技術ジャーナリスト会議会員。アメリカ数学会会員。身体運動文化学会会員。日本サイマティクス・セラピー研究会顧問。祝之神事の正当継承者。

## 経歴
1970年 岡山朝日高校を卒業。
1974年 東北大学理学部天文学科を卒業。
1976年 京都大学大学院理学研究科博士課程前期課程を修了。名誉教授だった湯川秀樹が提唱していた「素領域理論」を題材として修士論文を提出し、当時日本唯一の理論物理専門の欧文学術雑誌『Progress of Theoreical Physics』に掲載された（Vol.57,pp.318-328 1977）。
1978年 名古屋大学大学院理学研究科博士課程後期課程を修了。高林武彦教授に師事。その2年で8編の論文を欧米の数理物理学専門誌に発表。「量子摩擦を含む開放系の量子力学理論」の論文を提出し、理学博士号を取得。
1978年 スイス連邦共和国へ渡欧。ジュネーヴ大学理学部理論物理学科講師。
1982年 東芝総合研究所の研究員。同年、仕事が合わないと感じていたときに家族に病人が出たこともあり、仕事を辞めて故郷岡山に戻る。
その後、実家近くにミッション系のノートルダム清心女子大学があったことから同校への就職を求め、スイス滞在時に交流のあったローマカトリック教会の神父に推薦状を依頼したところ、その神父が当時の教皇とポーランド人同士で個人的に親しく、保江の知らぬ間にローマ教皇庁へ推薦を依頼してくれた。ノートルダム清心女子大学大学院に教授として勤務。2017年、同大学を定年退職し、名誉教授。
研究テーマは、
1. 量子場脳理論による脳の基礎的情報処理過程と生命素過程の物理的解明についての理論的研究
2. 武術極意における脳機能の役割についての理論的並びに実験的研究
3. 確率過程による量子力学の数理物理学的基礎づけ、確率変分学の基礎とその応用[4][5]

2016年7月、第24回参議院議員通常選挙に日本のこころを大切にする党から比例区で出馬するも落選。

## 受賞
- 1992年 BEST PAPER AWARD(最優秀論文賞) in the 11th European Meeting on Cybernetics and Systems Research.

## 論文
- A note on the derivation of the Schrödinger-Langevin equation 1977[6]
- Derivation of Relativistic Wave Equations in the Theory of Elementary Domains 1978[4]
- Stochastic quantization: A review 1979[7]
- The Onsager-Machlup Lagrangian and the Optimal Control for Diffusion Processes 1980[8]
- Schrödinger's variational method of quantization revisited 1980[9]
- Stochastic calculus of variations 1980[10]
- A path-probability representation for wavefunctions 1981[11]
- Stochastic calculus of variations revisited 1986[12]
- Computer stochastic mechanics 1988[13]
- Stochastic neurodynamics 1988[14]
- Quantum Measurement by Quantum Brain 1995[15]
- Effect of anesthetics on the self-sustained oscillation in an artificial membrane induced by repetitive conformational change of DOPH molecules between hydrophilic and hydrophobic phases 1998[16]
- 保江邦夫: 物性若手夏の学校第41回「観測問題の本質と解決」(物性基礎論),1996
- Y.Saito and K.Yasue: Frontier Perspectives, Vol.10,No.1(2001)28
- Y.Saito and K.Yasue：大阪市立科学館研究報告 11,15-19(2001)

## 著書

### 数学・物理学・脳科学

#### 日本評論社 数理物理学方法序説シリーズ
- 『複素関数論』 1巻、日本評論社〈数理物理学方法序説〉、2000年11月。ISBN 4535608814。
- 『ヒルベルト空間論』 2巻、日本評論社〈数理物理学方法序説〉、2000年5月。ISBN 4535608822。
- 『量子力学』 3巻、日本評論社〈数理物理学方法序説〉、2001年9月。ISBN 4535608830。
- 『確率論』 4巻、日本評論社〈数理物理学方法序説〉、2001年5月。ISBN 4535608849。
- 『変分学』 5巻、日本評論社〈数理物理学方法序説〉、2001年7月。ISBN 4535608857。
- 『解析力学』 6巻、日本評論社〈数理物理学方法序説〉、2000年7月。ISBN 4535608865。
- 『連続群論』 7巻、日本評論社〈数理物理学方法序説〉、2001年2月。ISBN 4535608873。
- 『微分幾何学』 8巻、日本評論社〈数理物理学方法序説〉、2000年9月。ISBN 4535608881。
- 『物理数学における微分方程式』 別巻、日本評論社〈数理物理学方法序説〉、2002年6月。ISBN 453560889X。

この1〜8巻を1年半ですべて書き下ろした。別巻については、各巻の例題について補完する意味で出版。

#### 講談社ブルーバックス
- 治部眞里、保江邦夫『脳と心の量子論 場の量子論が解きあかす心の姿』講談社〈ブルーバックス〉、1998年5月。ISBN 4062572168。
- 『Excelで学ぶ金融市場予測の科学 市場を動かす中心金融定理とは何か』講談社〈ブルーバックス〉、2000年4月。ISBN 4062572869。
- 『Excelで学ぶ量子力学 量子の世界を覗き見る確率力学入門』講談社〈ブルーバックス〉、2001年10月。ISBN 4062573474。
- 『これを英語で言えますか?数学版 Let's speak Mathematics!』講談社〈ブルーバックス〉、2002年4月。ISBN 4062573660。
- 『数の論理 マイナスかけるマイナスはなぜプラスか?』講談社〈ブルーバックス〉、2002年12月。ISBN 4062573970。
- 『最新Excelで学ぶ金融市場予測の科学 ブラック-ショールズ理論完全制覇』講談社〈ブルーバックス〉、2003年10月。ISBN 4062574225。
- 保江邦夫監修、岡山物理アカデミー 編『早わかり物理50の公式 公式で読み解く物理のしくみ』講談社〈ブルーバックス〉、2007年2月。ISBN 9784062575430。

#### 単独執筆
- 治部眞里 編『It appears! Kunio Yasue in voyage to quantum mechanics and probability』Research Institute for Informatics and Science、1993年。ISBN 4915807088。1976〜1992年に公表された保江の英語論文集。
- 『量子の道草 方程式のある風景』日本評論社、1999年2月。ISBN 4535782571。
  - 『量子の道草 方程式のある風景』（増補版）日本評論社、2009年1月。ISBN 9784535786028。増補版には桜井進との対談が掲載されている。
- 『確率微分方程式 入門前夜』 18巻、朝倉書店〈すうがくぶっくす〉、1999年7月。ISBN 425411494X。
- 『数値確率解析入門』 19巻、朝倉書店〈すうがくぶっくす〉、2000年11月。ISBN 4254114958。
- 『量子場脳理論入門 脳・生命科学のための場の量子論』サイエンス社、2003年6月。全国書誌番号:20918081。
- 『量子力学と最適制御理論 確率量子化と確率変分学への誘い』鳴海社、2007年12月。ISBN 9784875252443。
- 『神の物理学 甦る素領域理論』鳴海社、2017年11月。ISBN 9784875253365。

#### 一部執筆
- 日本生物物理学会シリーズ・ニューバイオフィジックス刊行委員会編『脳と心のバイオフィジックス』
- 高橋康監修 SGCライブラリ 25『数理科学』2003年7月臨時別冊『量子場脳理論入門』-脳・生命科学のための場の量子論
- 『数理科学』2010年1月臨時別冊『多彩な量子の世界』 - その広がりに映し出される発展と深化 -
- 森毅 編『数値確率解析入門』
- 青木薫 編『この数学書がおもしろい』
- 林晋 編『パラドックス！』

#### 共著
以下、すべて治部眞里との共著
- Quantum Brain Dynamics and Consciousness: An Introduction (Advances in Consciousness Research, V. 3)（英字論文）
- 治部眞里、保江邦夫『1リットルの宇宙論 量子脳力学への誘い』鳴海社、1991年3月。全国書誌番号:91033919。
- 治部眞里、保江邦夫『1リットルの量子論 アインシュタインのロマンと湯川秀樹の夢』鳴海社、1991年11月。全国書誌番号:92011911。
- 治部眞里、保江邦夫『脳と心の量子論 場の量子論が解きあかす心の姿』講談社〈ブルーバックス〉、1998年5月。ISBN 4062572168。全国書誌番号:99006590。

#### 編集
- 高林武彦 著、保江邦夫 編『量子力学 観測と解釈問題』鳴海社、2001年9月。ISBN 4875252048。恩師の遺稿。
- 『No Matter, Never Mind』 - Proceedings of Toward a Science of Consciousness -（治部らとの共同編集。1999年に国際連合大学で開催した国際会議の資料）

#### 翻訳
- 保江邦夫、治部眞里翻訳。梅沢博臣、ジョセッピ・ヴィティエロ『量子力学 変換理論と散乱理論』日本評論社、2005年6月。ISBN 4535784299。。原タイトル『Quantum mechanics』。

### 金融工学
- 『笑ってわかるデリバティブ 金融工学解剖所見』鳴海社、2000年9月。ISBN 4875251963。

### コンピュータプログラミング
- 『秘伝機械算術 Unix流FORTRAN派入門』ノートルダム清心女子大学情報理学研究所、1988年4月。全国書誌番号:91018867。
- 細川昭男ほか『秘伝機械算術 正伝Unix流C派見参』ノートルダム清心女子大学情報理学研究所、1991年2月。ISBN 4915807029。全国書誌番号:96009073。

### 亡き父へのレクイエム
- 『戦闘機乗りジイさんの世界一周 やってはいけない大冒険!!』講談社、2000年2月。ISBN 4062100827。

### 武道・合気
- 『武道の達人 柔道・空手・拳法・合気の極意と物理学』鳴海社、2007年4月。ISBN 9784875252412。
- 『武道vs.物理学』講談社、2007年12月。ISBN 9784062724753。
- 『合気開眼 ある隠遁者の教え』鳴海社、2008年1月。ISBN 9784875252474。
- 『唯心論武道の誕生 野山道場異聞』鳴海社、2009年7月。ISBN 9784875252597。（DVD付き書籍）
- 『脳と刀 精神物理学から見た剣術極意と合気』鳴海社、2009年11月。ISBN 9784875252627。（フランスの脳科学者大谷悟との対談が含まれる）
- 『身体「崩し」の構造 物理学で合気に迫る』BABジャパン、2011年3月。ISBN 9784862205841。
- 『合気の道 武道の先に見えたもの』鳴海社、2012年9月。ISBN 9784875252924。
- 塩坂洋一、保江邦夫『合気問答 佐川幸義宗範の"神技"に触れた二人が交わす!』BABジャパン、2012年12月。ISBN 9784862207265。
- 『合気眞髄 愛魂、舞祈、神人合一という秘法』鳴海社、2014年7月。ISBN 9784875253105。
- 『合気の秘訣 物理学者による目から鱗の技法解明』鳴海社、2015年7月。ISBN 9784875253181。
- 『合気・悟り・癒しへの近道 マッハゴーグルが世界を変える』鳴海社、2016年11月。ISBN 9784875253280。
- 保江邦夫、浜口隆之『合気完結への旅 透明な力は外力だった』鳴海社、2018年3月。ISBN 9784875253396。
- 『合気五輪書 武道格闘技の最終奥義を物理学で極める』 上、鳴海社、2022年12月。ISBN 9784875253587。
- 『合気五輪書 武道格闘技の最終奥義が物理学の地平を拓く』 下、鳴海社、2023年7月。ISBN 9784875253617。

#### 寄稿
- 『合気の継承』（木村達雄還暦記念文集）「兄弟子木村達雄の背中を見続けた四半世紀」平成19年

### ボディーバランス・コミュニケーション
- 山崎博通、治部眞里、保江邦夫『ボディーバランス・コミュニケーション 身体を動かすことから始める自分磨き』鳴海社、2009年4月。ISBN 9784875252566。
- 保江邦夫監修。山崎博通『自立力育成のためのボディーバランス・コミュニケーション』鳴海社、2014年6月。ISBN 9784875253082。

### 自伝
- 『路傍の奇跡 何かの間違いで歩んだ物理と合気の人生』鳴海社、2011年1月。ISBN 9784875252757。

### 愛魂
- 佐川邦夫『魂のかけら ある物理学者の神秘体験』春風社、2007年1月。ISBN 9784861100956。（ペンネーム「佐川邦夫」での執筆）
- 『愛の宇宙方程式 合気を追い求めてきた物理学者のたどりついた世界』風雲舎、2012年9月。ISBN 9784938939700。
- 『人を見たら神様と思え 「キリスト活人術」の教え』風雲舎、2013年3月。ISBN 9784938939717。
- 『予定調和から連鎖調和へ アセンション後、世界はどう変わったか』風雲舎、2013年9月。ISBN 9784938939731。
- 『神様につながった電話 我を消すと、神が降りてくる』風雲舎、2014年7月。ISBN 9784938939762。
- 『ついに、愛の宇宙方程式が解けました 神様に溺愛される人の法則』徳間書店、2015年11月。ISBN 9784198640484。
- 『置かれた場所で咲いた渡辺和子シスターの生涯 "名誉息子"保江邦夫が語る』マキノ出版、2017年4月。ISBN 9784837672562。
- 『神代到来 誰もが手にする神通力と合気』海鳴社、2018年10月。ISBN 9784875253433。
- 保江邦夫、矢作直樹、迫恭一郎『「からだ」という神様 新時代における心身の癒し方』ビオ・マガジン、2019年12月。ISBN 9784865880700。
- 高橋徳、保江邦夫『薬もサプリも、もう要らない!最強免疫力の愛情ホルモン「オキシトシン」は自分で増やせる!!』明窓出版、2020年6月。ISBN 9784896344196。

### 神意
- 『伯家神道の祝之神事を授かった僕がなぜ ハトホルの秘儀inギザの大ピラミッド』ヒカルランド、2013年6月。ISBN 9784864711302。
- 『古神道《神降ろしの秘儀》がレムリアとアトランティスの魂を蘇らせる時』ヒカルランド、2014年3月。ISBN 9784864711890。
- 矢作直樹、保江邦夫『ありのままで生きる 天と人をつなぐ法則』マキノ出版、2014年10月。ISBN 9784837672173。
- 保江邦夫、山本光輝『神に近づくには波長を合わせればいい! 言霊から音霊へ』風雲舎、2015年4月。ISBN 9784938939816。
- 保江邦夫、稲葉耶季『神と人をつなぐ宇宙の大法則 理論物理学VS仏教哲学』マキノ出版、2016年12月。ISBN 9784837672487。
- 保江邦夫、前野隆司『人間はロボットよりも幸せか? 「幸せの方程式」を2人の科学者が解き明かす』マキノ出版、2017年5月。ISBN 9784837672579。
- 『人生に愛と奇跡をもたらす神様の覗き穴』ビオ・マガジン、2017年9月。ISBN 9784865880236。
- 『祈りが護る國 アラヒトガミの霊力をふたたび』明窓出版、2019年4月。ISBN 9784896343977。
- 『願いをかなえる「縄文ゲート」の開き方』ビオ・マガジン、2019年8月。ISBN 9784865880519。
- 『人生がまるっと上手くいく英雄の法則 そのスイッチが入れば、誰もが自由に楽しみ放題!』明窓出版、2019年11月。ISBN 9784896344066。
- 『せめて死を理解してから死ね! 孤独死のススメ』ヴォイス出版事業部、2019年12月。ISBN 9784899765028。
- 『僕が神様に愛されることを厭わなくなったワケ』青林堂、2020年1月。ISBN 9784792606671。
- 『僕は一生をかけて「神」を見つけたのかもしれない』海鳴社、2020年3月。ISBN 9784875253471。

### UFOほか
- 木内鶴彦、保江邦夫『あの世飛行士 未来への心躍るデスサーフィン』ヒカルランド、2014年7月。ISBN 9784864712040。
- 木内鶴彦、保江邦夫『あの世飛行士 予約フライト篇 死んでる場合じゃないよ』ヒカルランド、2015年2月。ISBN 9784864712538。
- 保江邦夫、井口和基『物理で語り尽くすUFO・あの世・神様の世界 アインシュタイン、マックスウェル、ディラック、シュレーディンガーさえも超えて』ヒカルランド、2015年5月。ISBN 9784864712774。
- 保江邦夫、松久正『UFOエネルギーとNEOチルドレンと高次元存在が教える～地球では誰も知らないこと～』明窓出版、2019年5月。ISBN 9784896343991。
- 保江邦夫、高野誠鮮『令和のエイリアン 公共電波に載せられないUFO・宇宙人ディスクロージャー』明窓出版、2022年11月。ISBN 9784896344523。

### 電子書籍
- 『サイレントクイーン』（でじたる書房）竹久おさむというペンネームで執筆している。

### 翻訳
以下、すべて治部眞里らとの共訳。
- マリリン・ファーガソン著『ライフ・チェンジ 』 - (たま出版 プラグマジック・シリーズ)
- マリリン・ファーガソン著『マインド・チェンジ』 - (たま出版 プラグマジック・シリーズ)
マリリン・ファーガソンは占星術的に見て現在水瓶座の時代であることを説いた著書『アクエリアス革命』（監訳：堺屋太一（のちの大臣））で知られる。

## 雑誌連載
- 『材料開発ジャーナル』
- 『数学セミナー』
理系のための知的好奇心　1995.6
力学おもちゃから見た現代数学 1996.7
方程式のある風景  ディラック方程式(上) 1996.12
方程式のある風景  ディラック方程式(下) 1997.2
- 『素粒子研究』
量子論における最小作用原理（1）─確率解析学と確率変分学─‥‥70-6 (1985)
量子論における最小作用原理（2）─確率量子化と量子の運動法則─‥‥71-2 (1985)
量子論における最小作用原理（3）─最小作用の法則と量子力学─‥‥71-5 (1985)
量子論における最小作用原理（4）─ザンブリニの構成理論─‥‥73-1 (1986)
頭を使った場の量子論（治部 眞里）‥‥80-6 (1990)
- 『Futures Japan』 「なにわ金融工学道」と称し2002年6月から12月号に連載。
- 『ダ・ヴィンチ』第141号 一青窈のふむふむのヒトトキ：保江邦夫×一青窈 前編 テレポーテーションできるのは物質ではなく状態である
- 『ダ・ヴィンチ』第142号 一青窈のふむふむのヒトトキ：保江邦夫×一青窈 後編 エリア51の秘密について
- 『月刊秘伝』（BABジャパン）「物理学から見た崩しと合気」と称し隔月連載。平成22年10月号にて全18回終了。
- 『月刊秘伝』（BABジャパン　平成22年9月号「あの頃の佐川道場」佐川道場の先輩である塩坂洋一と対談。
- 『月刊秘伝』（BABジャパン）2011年3月号から「合気往復書簡集」と称して塩坂洋一と対談形式にて連載。
- 『月刊秘伝』（BABジャパン）2012年11月号「合気新時代への愛魂とチャックアーツ」
- 『月刊秘伝』（BABジャパン）2014年6月号「ミカエル・リャブコ（システマ創始者）と対談」

## DVD
すべて合気・冠光寺眞法・冠光寺流柔術の技術教伝ビデオである。
- 『冠光寺眞法』 - キリスト伝来の活人護身術 -（海鳴社）
- 『唯心論武道の誕生』 下記参照
- 『保江教授の合気テクニカル』 - VOL.1 筋骨格系技法編 - （BABジャパン）
- 『保江教授の合気テクニカル』 - VOL.2 神経制御系技法編 - （BABジャパン）
- 『合気を掴む！』 - VOL.1 基本編〜柔和無拍子な合気の6技法 - （BABジャパン）
- 『合気を掴む！』 - VOL.2 応用編〜融合大円和な合気の6技法 - （BABジャパン）

## テレビ出演
- ABCテレビ「クイズ!紳助くん」（大阪地上波では2010年3月15日放送）漫才コンビ「プラスマイナス」にアホ合気を野山道場にて指導。極真空手と対決。
- NHK「ニュースコア6」（2010年4月22日 18:10〜）岡山武道館から道場での指導風景を生中継。
- フジテレビ「クイズ!ヘキサゴンII」（2010年6月23日放送）物理学による護身術をスザンヌたちに教授したあと、「おバカさんは素晴らしい講座」を講義。
- TBSテレビ「オールスター感謝祭」（2010年10月2日放送）早く物事に反応する方法をアホになることと解説し、芸人・演者にアホトレーニングを行い最強のアホガンマンが誕生。
- OHKテレビ「ニョッキン7+th」（2010年10月22日放送）大学教授が教える、脳をダマしてウマく生活する方法とは!?
- ABCテレビ「探偵ナイトスクープvsクイズ!紳助くん2010」（2010年12月31日放送）総集編を放送。